# فنانون لأجل وقف إطلاق النار
فنانون لأجل وقف إطلاق النار هي مجموعة من الممثلين وصانعي الأفلام وغيرهم من الفنانين الذين يدعون إلى وقف فوري ودائم لإطلاق النار خلال الحرب الإسرائيلية على قطاع غزة، وإيصال المساعدات الإنسانية إلى المدنيين، وإطلاق سراح جميع الأسرى. بدأت المجموعة في 20 أكتوبر 2023.

## رسالة مفتوحة
في أكتوبر 2023، وقع 55 فنان وعضو في صناعة الترفيه على رسالة مفتوحة إلى الرئيس جو بايدن كجزء من المجموعة المطالبة بوقف إطلاق النار. توسعت الرسالة لتشمل مئات الفنانين.

## نقد
وقالت الحكومة الإسرائيلية والصحفي في صحيفة نيويورك بوست ديفيد كوفمان إن الشعار يمثل عملية الإعدام خارج نطاق القانون في رام الله عام 2000. أكد المتحدث باسم الحكومة الإسرائيلية السابق إيلون ليفي بأن تصميم الشعار يُذكرنا بالصورة الأكثر شهرة في الانتفاضة الفلسطينية الثانية.
الممثلة الإسرائيلية نوعا تشبي، التي عملت سابقًا كمبعوثة خاصة لمكافحة معاداة السامية ونزع الشرعية عن إسرائيل، وصفت الشعار بأنه "مظاهرة لكراهية اليهود". كما انتقد الصحفي والناشط العربي الإسرائيلي يوسف حداد التصميم، قائلاً إن الدبوس "يدعم جانب منظمة إرهابية ارتكبت مذبحة وحشية". لم يجد موقع سنوبس أي دليل على أن التصميم يشير إلى الإعدام خارج نطاق القانون.

## أعضاء الجماعية

### الناس يرتدون دبابيس
ارتدى العديد من الحاضرين في حفل توزيع جوائز الأوسكار لعام 2024 شارات فنانون لأجل وقف إطلاق النار الحمراء، بما في ذلك كوانا تشيسينغهورس، فينيس أوكونيل، بيلي إيليش، مارك رافالو، إيفا ديفورني، رامي يوسف، ريز أحمد، ماهرشالا علي، كوثر بن هنية وميسان هاريمان. كما ارتدى بعض الحاضرين دبابيس العلم الفلسطيني، بما في ذلك ميلو ماتشادو-جرانر وسوان أرلود.

وقال يوسف في حوار له بهذه المناسبة:

في حفل توزيع جوائز جرامي لعام 2024، أنهت الموسيقي آني لينوكس تكريمها لسينيد أوكونور بقولها:
"فنانون من أجل وقف إطلاق النار والسلام في العالم".
أعضاء بويجينيوس (فيبي بريدجرز، لوسي داكوس، وجوليان بيكر) وبو بورنهام ارتدوا أيضًا دبابيس فنانون لأجل وقف إطلاق النار.
ارتدى توني شلهوب وإيبون موس باتراش الشعار في حفل توزيع جوائز نقابة ممثلي الشاشة لعام 2024.

وفي حفل توزيع جوائز نقابة المخرجين الأمريكية في فبراير 2024، ارتدى روفالو الدبوس وقال:
"لن نقصف طريقنا إلى السلام".

## الموافقات
في 27 أكتوبر 2023، أعلنت منظمة أوكسفام دعمها للمجموعة عبر المنشورات والقصص على حسابها على إنستغرام. في 6 نوفمبر 2023، أصدرت منظمة أكشن إيد بيانًا لدعمها للمجموعة.

## روابط خارجية
- الموقع الرسمي